# برين غوين ستن (للنيدن)
برين غوين ستن (بالإنجليزية: Bryn Gwyn stones)‏ هي منطقة سكنية تقع في المملكة المتحدة في بريطانيا العظمى.